# BC Kalev/Cramo
BC Kalev/Cramo (Estisch: Korvpalliklubi Tallinna Kalev/Cramo) is een professionele basketbalclub uit Tallinn, Estland. Ze spelen in de Korvpalli Meistriliiga.
De club speelde zijn wedstrijden in het Saku Suurhall in Tallinn. De club werd opgericht in 1998 als Canon ENM. In 1999 veranderde het team de naam in Ehitustööriist. In 2005 kreeg de club zijn huidige naam BC Kalev/Cramo. Ze club werd vijftien keer Landskampioen van Estland. Ook werden ze tien keer Bekerwinnaar Estland.

## Arena's
- Kalevi Spordihall: (1998–2002)
- Valtu Sports Hall: (2002–2003)
- Audentes Sports Center: (2003–2004)
- Saku Suurhall: (2004–heden)

## Verschillende sponsornamen
- 1998–1999: Canon ENM
- 1999-2001: Ehitustööriist
- 2001-2003: Ehitustööriist/Kalev
- 2003-2004: Ehitustööriist/Audentes
- 2004-2005: Ehitustööriist
- 2005-heden: KK Kalev/Cramo

## Erelijst
- Landskampioen Estland: 15
  - Winnaar: 2004–05, 2005–06, 2008–09, 2010–11, 2011–12, 2012–13, 2013–14, 2015–16, 2016–17, 2017–18, 2018–19, 2020–21, 2022-23, 2023-24, 2024-25
  - Tweede: 2006–07, 2007–08, 2014–15
- Bekerwinnaar Estland: 10
  - Winnaar: 2005, 2006, 2007, 2008, 2015, 2016, 2020, 2022, 2024, 2025
  - Runner-up: 2009, 2011, 2013, 2021

## Bekende (oud)-coaches
- Allan Dorbek: 1998–2003
- Maarten van Gent: 2003–2004
- Allan Dorbek: 2004–2005
- Aivar Kuusmaa: 2005–2006
- Veselin Matić: 2006–2008
- Nenad Vučinić: 2008–2009
- Alar Varrak: 2010
- Aivar Kuusmaa: 2010–2012
- Alar Varrak: 2012–2017
- Donaldas Kairys: 2017–2019
- Roberts Štelmahers: 2019–2022
- Heiko Rannula: 2022–heden

## Bekende (oud)-spelers
- Tanel Sokk
- Gregor Arbet
- Valmo Kriisa
- Robert Krabbendam
- 🇺🇸 Travis Reed